# Gasquet (Kalifornija)
Gasquet je naseljeno područje za statističke svrhe u američkoj saveznoj državi Kalifornija. Prema popisu stanovništva iz 2010. u njemu je živjelo 661 stanovnika.